# Chemische Elemente der achten Periode
Es handelt sich bei der Bezeichnung Chemische Elemente der achten Periode um eine aktuell noch theoretische Fortsetzung der Perioden des Periodensystems. Die achte Periode des erweiterten Periodensystems der Elemente beinhaltet alle chemischen Elemente, die genau acht Elektronenschalen im Atom besitzen.  Es gibt aktuell noch kein nachgewiesenes chemisches Element dieser Periode. Theoretisch ist die innerste (erste)  Elektronenschale voll besetzt und besitzt zwei Elektronen. Die zweite Elektronenschale mit acht Elektronen, die dritte Elektronenschale mit 18 Elektronen und die vierte Elektronenschale mit 32 Elektronen sind ebenfalls voll besetzt. Die fünfte Elektronenschale besitzt mindestens 32 Elektronen und kann maximal 50 Elektronen aufnehmen. Die sechste Elektronenschale hat mindestens 18 Elektronen und kann maximal 32 Elektronen aufnehmen. Die siebte Elektronenschale hat mindestens 8 Elektronen und kann maximal 18 Elektronen aufnehmen. Die äußerste (achte) Elektronenschale, auch Valenzschale genannt, kann zwischen ein und acht Elektronen aufnehmen. Somit befinden sich theoretisch insgesamt 50 chemische Elemente in der achten Periode. Die chemischen Elemente 122 bis 153 werden laut Glenn T. Seaborg zu den Superactinoiden zusammengefasst und stellen eine besondere Gruppe innerhalb dieser Periode dar. Eine Besonderheit dieser Periode ist die Besetzung des g-Orbitals mit Elektronen, ein g-Orbital tritt in Grundzustandskonfiguration erst ab dieser Periode auf.

## Auszug aus dem erweiterten Periodensystem
| Gruppe              | 1                           | 2         | 3         |           | 4         | 5         | 6         | 7         | 8         | 9         | 10             | 11             | 12             | 13             | 14             | 15             | 16             | 17             | 18             |
|                     | I                           | II        |           |           |           |           |           |           |           |           |                |                |                | III            | IV             | V              | VI             | VII            | VIII           |
| Ordnungszahl Symbol | 119 Uue                     | 120 Ubn   | 121 Ubu   | 122–153   | 154 Upq   | 155 Upp   | 156 Uph   | 157 Ups   | 158 Upo   | 159 Upe   | 160 Uhn        | 161 Uhu        | 162 Uhb        | 163 Uht        | 164 Uhq        | 165 Uhp        | 166 Uhh        | 167 Uhs        | 168 Uho        |
|                     |                             |           |           |           |           |           |           |           |           |           |                |                |                |                |                |                |                |                |                |
| Superactinoide      | {\displaystyle {\Biggl \{}} | 122 Ubb   | 123 Ubt   | 124 Ubq   | 125 Ubp   | 126 Ubh   | 127 Ubs   | 128 Ubo   | 129 Ube   | 130 Utn   | 131 Utu        | 132 Utb        | 133 Utt        | 134 Utq        | 135 Utp        | 136 Uth        | 137 Uts        | 138 Uto        | 139 Ute        |
| Superactinoide      | {\displaystyle {\Biggl \{}} |           |           |           |           | 140 Uqn   | 141 Uqu   | 142 Uqb   | 143 Uqt   | 144 Uqq   | 145 Uqp        | 146 Uqh        | 147 Uqs        | 148 Uqo        | 149 Uqe        | 150 Upn        | 151 Upu        | 152 Upb        | 153 Upt        |
|                     |                             |           |           |           |           |           |           |           |           |           |                |                |                |                |                |                |                |                |                |
| Farblegende         |                             | Unbekannt | Unbekannt | Unbekannt | Unbekannt | Unbekannt | Unbekannt | Unbekannt | Unbekannt | Unbekannt | Superactinoide | Superactinoide | Superactinoide | Superactinoide | Superactinoide | Superactinoide | Superactinoide | Superactinoide | Superactinoide |

## Chemische und physikalische Eigenschaften
Die Atome der Elemente dieser Periode dürften vermutlich Halbwertszeiten im Bereich winzigster Sekundenbruchteile haben. Daher ist die vermutete Lebensdauer eines Elements der 8. Periode zu kurz, als dass es eine chemische Reaktion eingehen könnte. Insoweit dürften die Elemente der 8. Periode keine definierten chemischen Eigenschaften haben. Aus dem gleichen Grund dürfte es auch keine Bindungskräfte zwischen gleichen Atomen geben. Damit wären die Periode-8-Elemente physikalisch gesehen Gase.

## Magische Zahl
Mindestens zwei der Periode-8-Elemente, nämlich 120 (Unbinilium) und 126 (Unbihexium) haben eine magische Ordnungszahl. Das bedeutet, dass im Atom die Protonenschalen voll besetzt sind. Da solche Atome energetisch günstiger sind als solche mit unvollständig besetzten Schalen, vermutet man, dass einige Isotope, speziell Unbinilium-304 und Unbihexium-310, Inseln der Stabilität bilden und daher längere Halbwertszeiten aufweisen als vergleichbar große Isotope anderer Elemente. Diese beiden Isotope sind doppelt magisch, das heißt, dass neben der Protonenzahl auch die Anzahl der Neutronen eine magische Zahl ist.

## Anzahl der Elektronen in den Elektronenschalen
Die folgenden Angaben sind aktuell noch reine Theorie und können sich jederzeit durch neue Erkenntnisse ändern; sie sollten deshalb mit äußerster Vorsicht behandelt werden.

### Superactinoide und folgende Elemente
Analog zu den 14 Übergangselementen des 4f-Blocks in der sechsten Periode (d. h. Ce-Lu) und den 14 Übergangselementen des 5f-Blocks in der siebten Periode (d. h. Th-Lr) sind in der achten Periode insgesamt 32 Übergangselemente für den 5g- und den 6f-Block zu erwarten. Glenn T. Seaborg prägte für diese 32 Elemente, die er bei den Ordnungszahlen 122–153 vermutete, den Begriff Superactinide, was im deutschen Sprachgebrauch meist mit Superactinoide wiedergegeben wird.
Allerdings ist der von Seaborg angegebene Bereich durchaus mit Vorsicht zu genießen: Die Elektronenkonfigurationen der Grundzustände der Elemente 119–164 werden z. B. in der Veröffentlichung von Nefedov et al. aufgelistet. Dabei fällt auf, dass in 121 und 122 zunächst ein 8p-Elektron und dann ein 7d-Elektron besetzt werden, bevor in 123 das erste 6f- und in 125 das erste 5g-Elektron gefüllt werden. Mit der abwechselnden Füllung von 8p, 7d, 6f und 5g sind erst mit Element 145 alle achtzehn 5g-Elektronen besetzt und danach erst mit Element 157 alle vierzehn 6f-Elektronen. Nefedov et al. schreiben daher "Elements 121–157 can be classified as the period of 5g and 6f electrons."  Damit könnte man die Bezeichnung "Superactinoide" auch auf diese 37 Elemente ausdehnen, wobei die genannte Veröffentlichung an keiner Stelle den Begriff Superactinoide verwendet.
Bei den weiteren Elementen der achten Periode ist festzustellen, dass gemäß Nefedov bereits bei Element 159 im Grundzustand das erste 9s-Elektron besetzt ist. Im auf relativistischen Hartree-Fock-Slater-Berechnungen basierenden Modell von Fricke et al. (1971), und dem wie bei Nefedov auf Dirac-Fock-Berechnungen basierenden Modell von Pyykkö (2011) endet die achte Periode dann erst mit Element 172, dem diese Autoren Edelgas-Verhalten zusprechen, bei dem dann aber bereits zwei 9s- und zwei 9p-Elektronen besetzt sind.

### Übersicht
Die untenstehende Tabelle zeigt mit orange hinterlegt, welche Elektronenorbitale gemäß dem Aufbauprinzip in der achten Periode gefüllt werden sollten. Die Spalte "Insgesamt" gibt dabei die Elektronenanzahl an, die es in dieser Schale geben kann, auch wenn diese in der Elektronenkonfiguration des Grundzustands der Elemente der achten Periode noch nicht gefüllt werden. Dazu gehören insbesondere auch die höheren Orbitale (h-, i- und j-Orbital).
Die grün hinterlegten Zahlen geben dabei an, die wievielten Elektronen der jeweiligen Schale in der achten Periode gefüllt werden, nicht aber die Reihenfolge innerhalb der Periode: die zu erwartende Füllreihenfolge beginnt mit den zwei Elektronen aus 8s, gefolgt von einem 8p (und vermutlich) einem 7p, bevor dann als nächstes die 6f- und dann die 5g-Elektronen gefüllt werden. Siehe dazu die Elektronenkonfigurationen in der untenstehenden Liste der Elemente der achten Periode.
| Elektronen- schale | Anzahl der Elektronen | Anzahl der Elektronen | Anzahl der Elektronen | Anzahl der Elektronen | Anzahl der Elektronen | Anzahl der Elektronen | Anzahl der Elektronen | Anzahl der Elektronen | Bemerkung                                                                      |
| Elektronen- schale | s-Orbital             | p-Orbital             | d-Orbital             | f-Orbital             | g-Orbital             | Insgesamt             | bis zur 7. Periode    | 8. Periode            | Bemerkung                                                                      |
| ------------------ | --------------------- | --------------------- | --------------------- | --------------------- | --------------------- | --------------------- | --------------------- | --------------------- | ------------------------------------------------------------------------------ |
| 1                  | 2                     | -                     | -                     | -                     | -                     | 2                     | 2                     | 2                     | innerste Elektronenschale                                                      |
| 2                  | 2                     | 6                     | -                     | -                     | -                     | 8                     | 8                     | 8                     |                                                                                |
| 3                  | 2                     | 6                     | 10*                   | -                     | -                     | 18                    | 18                    | 18                    | *das 3d-Orbital wird erst in der 4. Periode bei den Übergangsmetallen gefüllt. |
| 4                  | 2                     | 6                     | 10                    | 14**                  | -                     | 32                    | 32                    | 32                    | **das 4f-Orbital wird erst in der 6. Periode bei den Lanthanoiden gefüllt.     |
| 5                  | 2                     | 6                     | 10                    | 14                    | 0 bis 18+             | 50                    | 32                    | 32 bis 50+            | +das 5g-Orbital wird bei den Superactinoiden gefüllt                           |
| 6                  | 2                     | 6                     | 10                    | 0 bis 14++            | -                     | 72                    | 18                    | 18 bis 32++           | ++das 6f-Orbital wird bei den Superactinoiden gefüllt                          |
| 7                  | 2                     | 6                     | 0 bis 10              | -                     | -                     | 98                    | 8                     | 8 bis 18              |                                                                                |
| 8                  | 1 bis 2               | 0 bis 6               | -                     | -                     | -                     | 128                   | -                     | 1 bis 8               | äußerste Elektronen-Schale, Valenzschale der achten Periode                    |

## Liste
Da es noch kein nachgewiesenes chemisches Element der 8. Periode gibt, sind alle Namen und Symbole nur vorläufig. Sie entsprechen den IUPAC-Regeln für systematische Elementnamen. Die folgenden Angaben sind aktuell noch reine Theorie und können sich jederzeit durch neue Erkenntnisse ändern, sie sollten deshalb mit äußerster Vorsicht behandelt werden.
| Ordnungszahl | Symbol | Name          | Elektronenkonfiguration im Grundzustand                    | CAS-Nummer |
| ------------ | ------ | ------------- | ---------------------------------------------------------- | ---------- |
| 119          | Uue    | Ununennium    | [Og] 8s1                                                   | 54143-88-3 |
| 120          | Ubn    | Unbinilium    | [Og] 8s2                                                   | 54143-58-7 |
| 121          | Ubu    | Unbiunium     | [Og] 8p1 8s2                                               | 54500-70-8 |
| 122          | Ubb    | Unbibium      | [Og] 7d1 8p1 8s2                                           | 54576-73-7 |
| 123          | Ubt    | Unbitrium     | [Og] 6f2 8p1 8s2 oder [Og] 6f1 7d1 8p1 8s2                 | 54500-71-9 |
| 124          | Ubq    | Unbiquadium   | [Og] 6f2 8p2 8s2 oder [Og] 6f3 8p1 8s2                     | 54500-72-0 |
| 125          | Ubp    | Unbipentium   | [Og] 5g1 6f3 8p1 8s2                                       | 54500-76-4 |
| 126          | Ubh    | Unbihexium    | [Og] 5g2 6f2 7d1 8p1 8s2                                   | 54500-77-5 |
| 127          | Ubs    | Unbiseptium   | [Og] 5g3 6f2 8p2 8s2                                       | 63309-49-9 |
| 128          | Ubo    | Unbioctium    | [Og] 5g4 6f2 8p2 8s2                                       | 63309-50-2 |
| 129          | Ube    | Unbiennium    | [Og] 5g4 6f3 7d1 8p1 8s2 oder [Og] 5g5 6f2 8p2 8s2         | 63309-51-3 |
| 130          | Utn    | Untrinilium   | [Og] 5g5 6f3 7d1 8p1 8s2 oder [Og] 5g6 6f2 8p2 8s2         | 61969-72-0 |
| 131          | Utu    | Untriunium    | [Og] 5g7 6f2 8p2 8s2                                       | 63309-52-4 |
| 132          | Utb    | Untribium     |                                                            | 56452-00-7 |
| 133          | Utt    | Untritrium    |                                                            |            |
| 134          | Utq    | Untriquadium  |                                                            |            |
| 135          | Utp    | Untripentium  |                                                            |            |
| 136          | Uth    | Untrihexium   |                                                            |            |
| 137          | Uts    | Untriseptium  |                                                            |            |
| 138          | Uto    | Untrioctium   |                                                            |            |
| 139          | Ute    | Untriennium   |                                                            |            |
| 140          | Uqn    | Unquadnilium  |                                                            |            |
| 141          | Uqu    | Unquadunium   |                                                            |            |
| 142          | Uqb    | Unquadbium    |                                                            |            |
| 143          | Uqt    | Unquadtrium   |                                                            |            |
| 144          | Uqq    | Unquadquadium |                                                            |            |
| 145          | Uqp    | Unquadpentium | [Og] 5g18 6f3 7d2 8p2 8s2                                  |            |
| 146          | Uqh    | Unquadhexium  |                                                            |            |
| 147          | Uqs    | Unquadseptium |                                                            |            |
| 148          | Uqo    | Unquadoctium  |                                                            |            |
| 149          | Uqe    | Unquadennium  |                                                            |            |
| 150          | Upn    | Unpentnilium  |                                                            |            |
| 151          | Upu    | Unpentunium   |                                                            |            |
| 152          | Upb    | Unpentbium    |                                                            |            |
| 153          | Upt    | Unpenttrium   |                                                            |            |
| 154          | Upq    | Unpentquadium |                                                            |            |
| 155          | Upp    | Unpentpentium |                                                            |            |
| 156          | Uph    | Unpenthexium  | [Og] 5g18 6f13 7d3 8p2 8s2 oder [Og] 5g18 6f14 7d2 8p2 8s2 |            |
| 157          | Ups    | Unpentseptium | [Og] 5g18 6f14 7d3 8p2 8s2                                 |            |
| 158          | Upo    | Unpentoctium  |                                                            |            |
| 159          | Upe    | Unpentennium  |                                                            |            |
| 160          | Uhn    | Unhexnilium   |                                                            |            |
| 161          | Uhu    | Unhexunium    |                                                            |            |
| 162          | Uhb    | Unhexbium     |                                                            |            |
| 163          | Uht    | Unhextrium    |                                                            |            |
| 164          | Uhq    | Unhexquadium  |                                                            |            |
| 165          | Uhp    | Unhexpentium  |                                                            |            |
| 166          | Uhh    | Unhexhexium   |                                                            |            |
| 167          | Uhs    | Unhexseptium  |                                                            |            |
| 168          | Uho    | Unhexoctium   |                                                            |            |

## Trivia
Im Star-Trek-Universum sind die Elemente 121 und 145 unter den Namen Tritanium bzw. Duranium bekannt. Bei Edmond Hamilton entwickelt das Element 144 ein eigenes Bewusstsein und wird zur Gefahr für dessen Erzeuger. (Siehe Liste fiktiver Elemente, Materialien, Isotope und Elementarteilchen)